# Wojciech Zalewski (prawnik)
Wojciech Zalewski – polski prawnik, doktor habilitowany nauk prawnych, profesor i dziekan Wydziału Prawa i Administracji Uniwersytetu Gdańskiego, specjalności naukowe: kryminologia, prawo karne.

## Życiorys
W 2001 na podstawie napisanej pod kierunkiem Michała Płachty rozprawy pt. Naprawienie szkody na tle tendencji obiektywizacyjnych w prawie karnym uzyskał na Wydziale Prawa i Administracji Uniwersytetu Gdańskiego stopień doktora nauk prawnych w dyscyplinie prawa w specjalności prawo karne. Na tym samym wydziale na podstawie dorobku naukowego oraz pracy pt. Przestępca „niepoprawny” jako problem polityki kryminalnej nadano mu w 2011 stopień naukowy doktora habilitowanego nauk prawnych w dyscyplinie prawo w specjalności prawo karne.
Został profesorem nadzwyczajnym Uniwersytetu Gdańskiego na Wydziale Prawa i Administracji w Katedrze Prawa Karnego Materialnego i Kryminologii. Był prodziekanem tego wydziału. Później został jego dziekanem.